# Patrick van der Duin
Patrick van der Duin, né le 4 octobre 1995, est un coureur cycliste néerlandais, membre de l'équipe NWV Groningen-Fila-Nijwa Trucks.

## Palmarès
- 2013
  - 4e étape de la Coupe du Président de la Ville de Grudziądz
  - 2e de la Coupe du Président de la Ville de Grudziądz
- 2017
  - 1re étape de l'Olympia's Tour

## Classements mondiaux
| Année           | 2016   | 2017   | 2018   |
| --------------- | ------ | ------ | ------ |
| UCI Europe Tour | 1 436e | 1 286e | 1 646e |